# Ust-Urt-plateauet
Ust-Urt-plateauet, også skrevet Ust-Urt (kasakisk: Üstirt, turkmensk: Üstyurt, russisk: Устюрт), er et lavt plateau i Kasakhstan og Usbekistan i Centralasien. Det er en del af Turanlavningen, og ligger mellem Aralsøen og Det Kaspiske Hav. Det har et areal på omkring 200.000 km2. Det hæver sig op fra omgivelserne ved en 60-100 meter høj stenskrænt og er i de centrale dele mellem 160 og 200 meter høj. Det højeste punkt ligger 370 meter over havet. Landskabet består i det væsentligste af stenørken.
Den halvnomadiske befolkningen på plateauet lever af husdyrhold, hovedsagelig får, geder og baktriakameler.
43°17′N 55°33′Ø / 43.28°N 55.55°Ø